# Centrorhynchus magnus
Espèce
Centrorhynchus magnus est une espèce d'acanthocéphales de la famille des Centrorhynchidae et parasite d'oiseaux.

## Hôtes
Centrorhynchus magnus parasite des oiseaux, comme l'Épervier d'Europe (Accipiter nisus nisosimilis), la Buse variable (Buteo buteo japonicus), le Milan noir (Milvus migrans lineatus) et le Bihoreau gris (Nycticorax nycticorax).

## Publication originale
- (en) Fukui, 1929 : Studies on Japanese Amphistomatous Parasites, with Revision of the Group. Japanese Journal of Zoology, vol. 2, pp. 219-351.